# Iouri Skobov
Iouri Skobov, né le 13 mars 1949 à Klimovo et mort le 5 août 2024 à Omoutninsk, est un skieur de fond soviétique actif dans les années 1970.

## Palmarès

### Jeux Olympiques
| Épreuve / Édition | Sapporo 1972 | Innsbruck 1976 |
| 15 km             | 5e           | 16e            |
| 30 km             | 15e          |                |
| 4 × 10 km         | Or           |                |

### Championnats du monde
| Épreuve / Édition | Falun 1974 |
| 4 × 10 km         | Argent     |